# Naissance en 930
Naissance
- 926
- 927
- 928
- 929
- 930
- 931
- 932
- 933
- 934

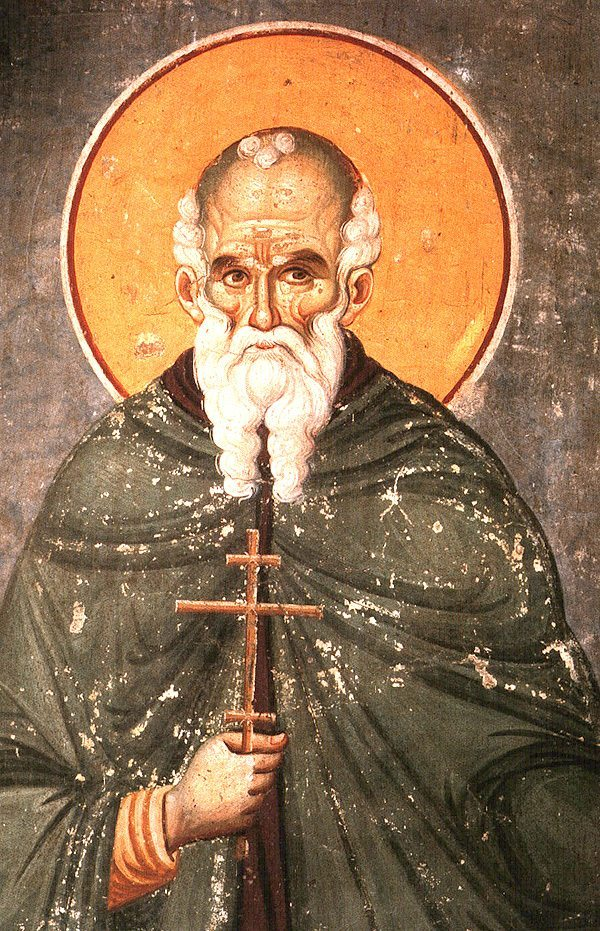
Athanase l'Athonite, né vers 930.

Cette page dresse une liste de personnalités nées au cours de  l'année 930 :
- Archambaud Ier de Bourbon, ou Archambaud Ier « le Franc » de Bourbon, seigneur de Bourbon.
- Lambert de Chalon, comte de Chalon et d'Autun.
- Ludolphe, duc de Souabe.
- Yaqub ibn Killis, vizir au service des Fatimides.

date incertaine (vers 930)
- Athanase l'Athonite, ou Athanase de Trébizonde, moine byzantin qui fonde la République monastique du Mont Athos.
- David III d'Ibérie,  dit « le Curopalate », prince d’Ibérie de la dynastie des Bagratides qui a régné sur le Tao et la Klarjéthie.
- Thierry II de Frise occidentale, comte en Frise.
- Honorat de Marseille, évêque de Marseille.
- Richard Ier de Normandie, duc de Normandie.

## Crédit d'auteurs
- Cet article est partiellement ou en totalité issu de l'article intitulé « 930 » (voir la liste des auteurs).